# 一和会
一和会（いちわかい）は、1984年（昭和59年）6月13日から、1989年（平成元年）3月30日まで活動していた日本の暴力団。兵庫県神戸市に本部があった。

## 組名の由来
田岡一雄・三代目山口組組長の「一」と、山口組綱領第一項に掲げる「和親合一」(わしんごういつ・「みんなで結束して地道な活動を続ける」の意味)の「和」を合わせて作られた。本来の読みは「かずわかい」であったが、マスコミが「いちわかい」と誤って伝え、訂正するのも面倒ということで、「いちわかい」が定着した。

## 来歴
山口組内の四代目跡目問題で山口組組長代行・山本広の擁立に関わった陣営が、1984年6月の竹中正久・四代目山口組組長襲名を機会に山口組を脱退。山本を会長として「一和会」を結成した。結成当初は7,000人対6,000人と山口組より構成員数で優勢であったものの、山口組側の切り崩しにより次第に劣勢に立たされていった。後に両団体は抗争事件（山一抗争）へと発展したが一和会の劣勢は変わらず、これを挽回するために竹中暗殺を計画し、竹中行きつけのマンションに部屋を借りるなど周到な準備を行った上で、1985年1月、竹中と同行していた同組若頭・中山勝正、警護役の同組若中・南力の3名を射殺した。山口組の序列1位および2位を殺害し優勢に立つかと思われたが、これにより逆に山口組側からの激しい報復を招くこととなった。
1987年2月に抗争は終結したが、ほぼ一方的な山口組からの攻撃や抗争の長期化で、最高幹部の脱退や引退が相次ぎ勢力は激減し、1988年5月には、一和会序列2位の副会長兼理事長・加茂田重政が引退に追い込まれ加茂田組を解散した。
1989年3月19日に山本が神戸市の東灘警察署に出頭、自身のヤクザからの引退と一和会解散を表明し会は消滅した。
元一和会の組員のうち山口組に出戻れたのは多くなかったとみられ、21世紀の現在、一和会出身の有力団体は二次団体の大同会（旧・東竜会、首領・森尾卯太男）のみである。

## 最高幹部
- 会長・山本広（山広組初代組長、元三代目山口組組長代行）
- 副会長兼理事長・加茂田重政（加茂田組組長、元三代目山口組若頭補佐）
- 幹事長・佐々木道雄（佐々木将城とも名乗った。旧地道組若頭、佐々木組組長、元三代目山口組若中）
- 本部長・松本勝美（後に幹事長代行。松美会会長、元三代目山口組若中）
- 組織委員長・北山悟（北山組組長、元三代目山口組若中）
- 風紀委員長・松尾三郎
- 最高顧問・中井啓一（中井組組長、元三代目山口組舎弟）
- 常任顧問・溝橋正夫（溝橋組組長、元三代目山口組若頭補佐）
- 常任顧問・白神英雄（本名は白神一朝、1923年3月16日[1] - 1987年）白神組組長、元三代目山口組若頭補佐、いわゆる『南道会八人衆』の一人）
  - 1987年2月2日、サイパン島バンザイクリフ沖で射殺死体となって発見された。
- 特別相談役・大川覚（大川組組長、元三代目山口組若中）
- 特別相談役・井志繁雅（井志組組長、元三代目山口組若中）
- 特別相談役・坂井奈良芳（坂井組組長、元三代目山口組若中）
- 常任理事・加茂田勲武（政勇会会長）
- 常任幹事・中村清
- 常任理事・片上三郎
- 副本部長・中川宣治（中川憲治とも名乗った[2]。中川連合会会長）
- 副幹事長・吉田好延
- 理事長補佐・加茂田俊治（神竜会会長、元三代目山口組若中）
- 理事長補佐・河内山正義（後に本部長）
- 理事長補佐・福野隆
- 理事長補佐・浅野二郎（旧菅谷組舎弟頭、浅野組組長）
- 理事長補佐・徳山三郎
- 事務局長・末次正宏
- 事務局次長・宮本一利（後の副本部長）、（後に司忍組長弘道会舎弟頭補佐として山口組へ復帰）
- 幹事長補佐・赤坂進